# Windygates
Windygates är en by i Fife i Skottland. Byn är belägen 28,5 km 
från Edinburgh. Orten har 1 880 invånare (2016).